# 천보량
천보량(중국어 정체자: 陳柏良, 간체자: 陈柏良, 병음: Chén Bóliáng, 한자음: 진백량, 1988년 8월 11일~)은 중화민국의 축구 선수로 포지션은 미드필더이다. 현재 중국 슈퍼리그의 칭다오 시하이안과 중화 타이베이 축구 국가대표팀에서 활동하고 있으며 중화 타이베이 대표팀의 주장을 맡고 있다. 중화 타이베이 대표팀 국제 A매치 최다 출전 및 최다 득점 기록 보유자이다.

## 대회 성적

### 클럽
대만전력
- 타이완 풋볼 프리미어리그 : 우승 (2011)
- AFC 챌린지리그 : 우승 (2011)

 저장 FC
- 중국 갑급리그 : 3위 (2018)

 상하이 선화
- 중국 FA컵 : 4강 (2014)

 창춘 야타이
- 중국 슈퍼리그 : 4위 (2021)
- 중국 갑급리그 : 우승 (2020)

 칭다오 시하이안
- 중국 갑급리그 : 준우승 (2023)

### 개인 수상
- 고등 풋볼 리그 득점상 : 2006
- 인터시티 풋볼 리그 득점상 : 2008, 2010
- 인터시티 풋볼 리그 골든볼 : 2008
- AFC 챌린지리그 최우수선수 : 2011